# Yendi
Yendi (også skrevet Uendi) er en by i Ghana.
Den er kendt som sæde for kongerne af Dagomba og for voldsomme optøjer i 2002. Yendi er hovedby i et distrikt af samme navn i regionen Northern.

## Beliggenhed
Byen ligger ved floden Daka i det nordøstlige Ghana, omkring 400 km fra Ghanas hovedstad Accra, og omkring 50 km fra grænsen til Togo.

## Befolkning
Yendi har 43.449 indbyggere (2006), hovedsageligt Dagombaer. Den indtil 1994 her boende minoritet Konkomba, har efter svære etniske konflikter forladt byen.

## Optøjerne i 2002
I marts 2002 stormede en stor bevæbnet menneskemængde Ya Na (konge) Yakubu Andani 2.s palads, slog ham og mindst 17 andre personer og brændte paladset ned, på grund af en arvefølgestrid om kongemagten mellem klanerne Andani og Abudu.

## Religion
Yendi er sæde for Bispedømmet Damongo.

## Eksterne kilder og henvisninger
- War feared over successor to Ya-Na ghanaweb.com januar 2005